# Виселок (Удмуртія)
Ви́селок (рос. Выселок) — присілок у складі Сюмсинського району Удмуртії, Росія.
Населення — 50 осіб (2010; 70 в 2002).
Національний склад (2002):
- удмурти — 89 %

## Урбаноніми[3]
- вулиці — Висельська